# Ди Мартино, Антониетта
Антониетта Ди Мартино (итал. Antonietta Di Martino; род. 1 июня 1978, Кава-де-Тиррени, Кампания) — итальянская легкоатлетка, прыгунья в высоту. Обладательница национального рекорда Италии в прыжке в высоту среди женщин — 2,04 м. Многократная чемпионка Италии. В 2007 году Ди Мартино стала серебряным призёром чемпионата мира по лёгкой атлетике, в 2011 году — выиграла золотую медаль на чемпионате Европы в помещении.

## Биография
Ди Мартино занялась лёгкой атлетикой в 12 лет. В 1990 году она впервые участвовала в детских соревнованиях. Прыжок в высоту не сразу стал её основной дисциплиной, первоначально она специализировалась в метании копья и занималась семиборьем. В 2000 году Ди Мартино в составе итальянской сборной по участвовала в чемпионате Европы по многоборью.
В 2001 году Ди Мартино добилась существенного прогресса в прыжке в высоту, её лучший результат вырос с 1,93 м до 1,98 м. В том же году она попала в финал соревнований по прыжкам в высоту на чемпионате мира по лёгкой атлетике в Эдмонтоне, где заняла только 12-е место, показав не лучший свой результат. В следующие пять лет Ди Мартино показывала низкие результаты и не участвовала в крупных международных соревнованиях. В 2006 году она приняла участие в чемпионате мира в помещении, где стала пятой, на чемпионате Европы в том же году заняла десятое место.
В спортивной карьере Ди Мартино произошёл прорыв в 2007 году. В марте она стала серебряным призёром чемпионата Европы в помещении, показав результат 1,96 м. В июне она побила национальный рекорд Италии, который 29 лет удерживала Сара Симеони. Новый рекорд, установленный Ди Мартино — 2,03 м. В сентябре она с тем же результатом выступила на чемпионате мира в Осаке и выиграла серебряную медаль.
На летних Олимпийских играх 2008 года Ди Мартино вышла в финал, где заняла 10-е место. В ноябре 2008 года она получила серьёзную травму пальца, из-за которой всерьёз рассматривала возможность завершить карьеру. В январе 2009 года Ди Мартино сменила тренера, вместо Давиде Сессы с ней стал работать Массимилиано Ди Маттео, за которого она вскоре вышла замуж. В короткий срок Ди Мартино удалось подготовиться к сезону и набрать форму. В феврале 2009 года в помещении она улучшила свой рекорд до 2,04 м. В том году она из-за болезни пропустила чемпионат Европы в помещении, выиграла золотую медаль на Средиземноморских играх и стала четвёртой на чемпионате мира. На командном чемпионате мира 2010 года Ди Мартино выиграла соревнование по прыжкам в высоту, но на чемпионате Европы не сумела даже пройти квалификацию. В общем зачёте Бриллиантовой лиги IAAF в 2010 году она заняла 2-е место, уступив лишь Бланке Влашич.
В 2011 году Ди Мартино выиграла золотую медаль чемпионата Европы в помещении и стала бронзовым призёром чемпионата мира. В 2012 году она стала серебряным призёром чемпионата мира в помещении. В апреле 2012 года Ди Мартино серьёзно травмировала колено, после нескольких месяцев реабилитации ей была назначена операция, из-за которой она вынуждена была пропустить Олимпийские игры в Лондоне. Так и не восстановившись после травмы, Ди Мартино не участвовала в спортивных соревнованиях в 2012—2015 годах, а 3 июня 2015 года официально объявила о завершении спортивной карьеры.